# Сен-Жю-ан-Шоссе (кантон)
Сен-Жю-ан-Шоссе (фр. Saint-Just-en-Chaussée) — кантон во Франции, находится в регионе О-де-Франс, департамент Уаза. Расположен на территории двух округов: двадцать коммун входят в состав округа Бове, шестьдесят четыре ― в состав округа Клермон.

## История
До 2015 года в состав кантона входили коммуны Анживиллер, Брёнвиллер-ла-Мотт, Вавиньи, Валекур, Ганн, Гранвиллер-о-Буа, Катийон-Фюмшон, Кенкампуа, Кресонсак, Кюиньер, Ла-Нёвиль-Руа, Ле-Мениль-сюр-Бюль, Ле-Плесье-сюр-Бюль, Ле-Плесье-сюр-Сен-Жю, Льёвиллер, Монтье, Муайенвиль, Норуа, Нурар-ле-Фран, Пленваль, Пронлеруа, Равнель, Рувиллер, Сен-Жю-ан-Шоссе, Сен-Реми-ан-л’О, Сернуа, Фурниваль, Эркенвиллер, Эсюиль.
В результате реформы 2015 года   состав кантона был изменен. В его состав были включены упраздненные кантоны Бретёй, Кревкёр-ле-Гран и Фруаси.

## Состав кантона с 22 марта 2015 года
В состав кантона входят коммуны (население по данным Национального института статистики за 2018 г.):
- Абвиль-Сен-Люсьян (496 чел.)
- Авреши (1 153 чел.)
- Анживиллер (178 чел.)
- Ансовиллер (1 191 чел.)
- Ардивиллер (540 чел.)
- Бакуэль (489 чел.)
- Бланфоссе (145 чел.)
- Бовуар (225 чел.)
- Бонвиллер (202 чел.)
- Боннёй-лез-О (796 чел.)
- Бретёй (4 244 чел.)
- Брёнвиллер-ла-Мот (347 чел.)
- Бруа (162 чел.)
- Бюкам (193 чел.)
- Бюль (883 чел.)
- Вавиньи (1 242 чел.)
- Валекур (295 чел.)
- Вандёй-Капли (461 чел.)
- Виллер-Виконт (145 чел.)
- Вьефвиллер (203 чел.)
- Ган (341 чел.)
- Гуи-ле-Грозейе (26 чел.)
- Домельер (252 чел.)
- Кампреми (482 чел.)
- Катё (107 чел.)
- Катийон-Фюмшон (546 чел.)
- Кенкампуа (320 чел.)
- Контвиль (73 чел.)
- Кормей (407 чел.)
- Кревкёр-ле-Гран (3 519 чел.)
- Круаси-сюр-Сель (261 чел.)
- Кюиньер (246 чел.)
- Ла-Нёвиль-Сен-Пьер (156 чел.)
- Ла-Эрель (241 чел.)
- Лашосе-дю-Буа-д'Экю (195 чел.)
- Ле-Галле (175 чел.)
- Ле-Кенель-Обри (219 чел.)
- Ле-Крок (180 чел.)
- Ле-Мениль-Сен-Фирмен (227 чел.)
- Ле-Мениль-сюр-Бюль (268 чел.)
- Ле-Плесье-сюр-Бюль (213 чел.)
- Ле-Плесье-сюр-Сен-Жю (521 чел.)
- Ле-Сольшуа (102 чел.)
- Льёвиллер (706 чел.)
- Люши (648 чел.)
- Мезонсель-Тюильри (295 чел.)
- Молер (322 чел.)
- Монтрёй-сюр-Бреш (483 чел.)
- Мори-Монкрю (79 чел.)
- Мюидорж (141 чел.)
- Норуа (245 чел.)
- Нуаремон (181 чел.)
- Нуайер-Сен-Мартен (869 чел.)
- Нурар-ле-Фран (325 чел.)
- Оши-ла-Монтань (590 чел.)
- Пайар (578 чел.)
- Пленваль (404 чел.)
- Пленвиль (162 чел.)
- Пюи-ла-Валле (205 чел.)
- Равнель (1 081 чел.)
- Рёй-сюр-Бреш (327 чел.)
- Роканкур (196 чел.)
- Ротанжи (216 чел.)
- Рувруа-ле-Мерль (54 чел.)
- Сен-Жю-ан-Шоссе (6 033 чел.)
- Сен-Реми-ан-л’О (428 чел.)
- Сент-Андре-Фаривиллер (516 чел.)
- Сент-Эзуа (329 чел.)
- Серевиллер (135 чел.)
- Тартиньи (266 чел.)
- Трусанкур (328 чел.)
- Тьё (437 чел.)
- Урсель-Мезон (240 чел.)
- Флеши (92 чел.)
- Фонтен-Бонло (242 чел.)
- Франкастель (484 чел.)
- Фруаси (897 чел.)
- Фурниваль (525 чел.)
- Шепуа (447 чел.)
- Шокёз-ле-Бенард (102 чел.)
- Экеннуа (714 чел.)
- Эркенвиллер (184 чел.)
- Эрьон (383 чел.)
- Эсюиль (558 чел.)

## Политика
На президентских выборах 2022 г. жители кантона отдали в 1-м туре Марин Ле Пен 41,4 % голосов против 22,2 % у Эмманюэля Макрона и 13,9 % у Жана-Люка Меланшона; во 2-м туре в кантоне победила Ле Пен, получившая 62,0 % голосов. (2017 год. 1 тур: Марин Ле Пен – 37,8 %, Эмманюэль Макрон – 17,1 %, Франсуа Фийон – 15,4 %, Жан-Люк Меланшон – 15,3 %; 2 тур: Ле Пен – 56,0 %. 2012 год. 1 тур: Марин Ле Пен – 29,0 %, Николя Саркози – 25,3 %, Франсуа Олланд – 23,9 %; 2 тур: Саркози – 52,5 %).
С 2015 года кантон в Совете департамента Уаза представляют мэр города Сен-Жю-ан-Шоссе Франс Деме (Frans Desmedt) (Республиканцы) и мэр коммуны Боннёй-лез-О Николь Кордье (Nicole Cordier) (Разные правые).
|                | Кандидаты                             | Партия                   | Первый тур | Первый тур     | Второй тур | Второй тур |
| Кол-во голосов | Кандидаты                             | Партия                   | % голосов  | Кол-во голосов | % голосов  |            |
| -------------- | ------------------------------------- | ------------------------ | ---------- | -------------- | ---------- | ---------- |
|                | Франс Деме Николь Кордье              | Правый блок              | 6 653      | 62,66          | 7 673      | 72,24      |
|                | Давид Ван Лак Брюнелла Кордова Арбюлю | Национальное объединение | 2 446      | 23,04          | 2 663      | 25,76      |
|                | Жюстен Жуи Доминик Линье-Бекар        | Левый блок               | 1 519      | 14,31          |            |            |

|                | Кандидаты                     | Партия             | Первый тур | Первый тур     | Второй тур | Второй тур |
| Кол-во голосов | Кандидаты                     | Партия             | % голосов  | Кол-во голосов | % голосов  |            |
| -------------- | ----------------------------- | ------------------ | ---------- | -------------- | ---------- | ---------- |
|                | Франс Деме Николь Кордье      | Правый блок        | 7 032      | 41,82          | 9 488      | 58,84      |
|                | Изабель Мицци Робер Полле     | Национальный фронт | 6 083      | 36,17          | 6 636      | 41,16      |
|                | Жозьян Беклан Патрик Таке     | Левый блок         | 2 000      | 11,89          |            |            |
|                | Мари-Франс Рен Мишель Фонтень | Разные левые       | 1 271      | 7,56           |            |            |
|                | Людовик Гийо Сандра Саломе    | Вставай, Франция   | 430        | 2,56           |            |            |

|  | Кандидат   | Партия                    | % голосов |
|  | ---------- | ------------------------- | --------- |
|  | Франс Деме | Союз за народное движение | 60,52     |
|  | Мишель Го  | Социалистическая партия   | 39,48     |

|  | Кандидат      | Партия                    | % голосов |
|  | ------------- | ------------------------- | --------- |
|  | Франс Деме    | Союз за народное движение | 42,54     |
|  | Жан-Пьер Брен | Разные левые              | 42,06     |
|  | Бернар Бюрель | Национальный фронт        | 15,40     |